# Парапсихология
Парапсихологията (също известен като психични феномени) е псевдонаука, занимаваща се с теми като телепатия, предчувствие, ясновидство, психокинеза, преживяване, близко до смъртта (ПБС), прераждане, привидения и странни проявления (включително контакти с духове, полтъргайсти и предполагаеми извънземни).
Изразът за първи път се използва от философа Макс Десоар 1889 г. и произхожда от para, което означава „успоредно“ и психология. Терминът е възприет от Дж. Б. Райн през 1930 г. като замяна на термина психично изследване. В повечето средства за масова информация терминът парапсихология се използва за всички видове необяснени явления и феномени.
От средата на 20 век насам многообразните парапсихологически понятия все по-често се означават с гръцката буква пси, и съответно се налагат изразите пси-явления, пси-феномени, пси-фактор и др.

## Първи психични изследвания
Британско общество за изследване на психиката (Society for Psychical Research) е създадено в Лондон през 1882 г. Създаването на Британското Общество било първото систематично усилие да се организират учени и стипендианти за едно критично продължително изследване на паранормалните феномени. Първите членове на тази организация били философи, стипендианти, учени, учители и политици, като Хенри Сиджуик, Артър Балфур, Уилям Крукс, Руфъс Осгуд Мейсън и Чарлс Ричет.
Британско общество за изследване на психиката класифицирало предметите си на изследване в няколко области: телепатия, хипнотизъм, Феноменът Райхенбах, странни явления, преследване на духове, и физическите аспекти на Спиритуализма като използване на маса/табла Уиджи (Ouija – да на френски и немски) и появата на материя от незнаен произход, иначе познато като материализация или апорт(предмет, който се материализира в присъствието на медиум). Едно от първите общи усилия на организацията била Статистиката на Халюцинациите, където се изследвали опитности като видения и халюцинации при разумни здрави хора. Този труд бил първият опит на Британското Общество да направи статистическа оценка на паранормалните феномени, и в резултат публикацията от 1886 г., Фантазми на Живите днес все още широко се препоръчва и цитира в литературата по парапсихология. Британско общество за изследване на психиката се превърнало в модел за създаване на подобни общества в други европейски страни и в САЩ към края на 19 век. Най-много благодарение на поддръжката на психолога Уилям Джеймс, Американско общество за изследване на психиката (American Society for Psychical Researc) отворило врати в Бостън през 1885 г., и се преместило в Ню Йорк Сити през 1905 г. под управлението на Джеймс Х. Хислоп. Британската и Американската организации продължили изследванията си в областта на парапсихологията.

## Ерата на Райн
През 1911 г., Станфордският университет се превърнал в първата академична институция на САЩ, която изучава свръх-естественото възприятие (екстра-сетивна перцепция-ЕСП), оригинално название „extrasensory perception (ESP) и психокинеза (ПК) в лабораторна среда. Техните усилия били оглавени от психологът Джон Едгар Хувър, който е и основателят на Федерално бюро за разследване на САЩ в днешния му облик и негов първи директор от 10 май 1924 до кончината си през 1972. През 1930 г., Университета Дюк се превърнал във втората най-голяма академична институция на САЩ, която се ангажирала във внимателното изучаване на ЕСП (екстра-сетивна перцепция) и психокинеза в лаборатория. Под ръководството на психологът Уилям Макдугъл и с помощта на други хора в същия департамент – включително психолозите Карл Зенер, Джоузеф Б. Райн и Луиза Е. Райн – започнали лабораторни изследвания върху ЕСП, като били използвани доброволци от обучаващите се студенти. В противовес на подходите на психично изследване, които по принцип търсели качествени доказателства за паранормалните феномени, експериментите в Университета Дюк предложили един количествен статистически подход използващ Карти на Зенер и зар. Като резултат от ЕСП експериментите в Университета Дюк, стандартните лабораторни процедури за изследване на ЕСП – свръх-естествените възприятия, се развили и били възприети от заинтересовани изследователи от целия свят.
Публикуваната от Дж. Б. Райн книга Нови Граници на Ума (1937 г.) показала лабораторните открития на широката общественост. В своята книга Райн популяризира термина „парапсихология“, която психологът Макс Десоар създал 40 години по-рано, за да опише изследването проведено в Дюк. Райн също така основал автономна Лаборатория по Парапсихология в Дюк и започнал издаването на Журнал по Парапсихология, където редактор заедно с него бил и Макдугъл.
Райн, заедно с колегата си Карл Зенер, разработил една статистическа система за изследване на екстра-сетивна перцепция – ЕСП, която включвала субектите да познават какъв символа ще бъде показан от общо 5 възможни, когато се работи със специалните Карти на Зенер създадени за тази цел. Един процент от правилни познавания (или уцелвания) значително над 20 % бил възприеман като нещо повече от шанс и индикатор за психични способности. В първата си книга „Екстра-сетивна перцепция“, с оригинално название: ExtraSensory Perception от 1934 г., Райн заявява, че след 90 000 изпитания, той усеща че ЕСП е „действително и доказуемо явление“
Експериментите по Парапсихология в Дюк предизвикали доста критика от академични и други среди, които оспорили концепцията и доказателствата на ЕСП. Една от критиките се състояла в обвинението, че субектите мамели. Илюзионистът Милбърн Кристофър години по-късно написал, че усеща „че има поне дузина начина за един субект, желаещ да измами, чрез които би могъл да заблуди изследващия в условията описани от Райн“. Според Кристофър Райн е взел предпазни мерки срещу измама като отговор на критиката към методите му, но след като го е направил, не е могъл да постигне високите резултати, както в по-ранните му опити. Една друга критика отправена от химикът Ървинг Лангмюр, е тази за селективното докладване. Според Лангмюр Райн не докладвал резултати на субекти, за които подозирал, че преднамерено дават грешни отговори и това според него отклонява статистическите резултати по-високо отколкото трябва да са.
Райн и колегите му опитали да отговорят на тези критики чрез нови експерименти, статии и книги, преразгледали изложената критика успоредно с отговора си в книгата Екстра-сетивна перцепция след 60 години през 1940 г. През 1957 г. Райн и Джоузеф Прат написват Парапсихология: Гранична Наука на Ума.
Администрацията на Университета Дюк проявявала все по-резервирано отношение и след пенсионирането на Райн през 1965 г. връзките на университета с парапсихологията били разрушени. По-късно Райн основал Фондацията за Изследване Природата на Човека (The Foundation for Research on the Nature of Man) и Института по Парапсихология като наследник на лабораториите в Дюк.
През 1995 г., на стогодишнината от раждането на Дж. Б. Райн, Фондацията за Изследване Природата на Човека била преименувана в Изследователски Център Райн. Днес Изследователски Център Райн е място за изследвания в парапсихологията, заявяващо че „цели да подобри състоянието на човека като създаде едно научно разбиране на тези способности и сетива, които изглежда надминават обикновените ограничения на времето и пространството.“

## Изграждане на Асоциацията по Парапсихология
Асоциация по Парапсихология (ПА) била създадена в Дърам, Северна Каролина, на 19 юни 1957 г. Тя била учредена по предложение на Дж. Б. Райн по време на уъркшоп по парапсихология проведен в Лабораторията по Парапсихология на Университета Дюк. Райн предложил групата да сформира ядро на международна професионална общност на парапсихологията. Целта на организацията, както е записано в нейната конституция, станала „да развива парапсихологията като наука, да разпространява познанията за нея и да интегрира откритията с други такива от различни сфери на науката“.
Под ръководството на антропологът Маргарет Мийд, Асоциацията по Парапсихология направила огромна стъпка към развитие в сферата на парапсихологията през 1969 г., когато се присъединила към Американската Асоциация за Напредък на Науката (ААНН), най-голямата общо-научна общност. през 1979 г., физикът Джон Уилър казал, че парапсихологията е псевдонаучна и че връзката на ПА с Американската Асоциация за Напредък на Науката трябва да бъде преразгледана.

Неговото предизвикателство към връзката на Асоциацията по Парапсихология с ААНН не довело до желания резултат. Днес Асоциацията по Парапсихология се състои от около триста напълни присъединени и принадлежащи към нея членове от целия свят.

## 1970-те и 1980-те
Сътрудничеството между Асоциацията по Парапсихология (ПА) и Американската Асоциация за Напредък на Науката, заедно с една обща отвореност към психичните и свръх-естествени феномени през 1970-те, довели до десетилетие на усилени парапсихологични проучвания. През този период били оформени и други свързани организации, включително Академията по Парапсихология и Медицина (1970), the Институт по Пара-Наука (1971), Академията по Религия и Психично Изследване, Институт за ноетични науки (1973), Международна Асоциация за Кирлианови Изследвания (1975), и Принстънска лаборатория за изследване на инженерни аномалии (1979). Изследвания в сферата на парапсихологията по същото време били осъществявани и в Станфордския Изследователски Институт.
През тези години обхватът на парапсихологията се разширил. Психиатърът Иън Стивънсън провел по-голяма част от неговото изследване върху прераждането през 1970-те и втората част на неговата книга Двайсет Случая Показващи Прераждане била публикувана през 1974 г. Психологът Телма Мос посветила времето си върху изучаване на Кирлианова фотография в Лабораторията по парапсихология в Университета на Калифорния, Лос Анджелис. Притока на духовни учители от Азия и техните твърдения за способности развити в резултат на медитация, довели до изследване на променено състояние на съзнанието. Директорът на Американската Асоциация за Психични Изследвания, Карлис Осис, провел експерименти в областта на опитностите извън тялото. Физикът Ръсел Тарг създал термина дистанционно виждане, оригинално название „remote viewing“, което използвал в работата си в Станфордски Изследователски Институт през 1974 г.
Подемът в паранормалните проучвания продължил и през 1980-те: Асоциацията по Парапсихология докладвала за членове работещи в над 30 страни по света. Например в Източна Европа и бившият Съветски съюз се провеждали изследвания и се организирали редовни конференции, въпреки че думата парапсихология била пренебрегната в полза на термина „психотроника“. Пръв въвел понятието психотроника чешкия учен Зденек Рейдах. Рейдах продължил да налага психотрониката като една физическа наука на световно равнище и за много години, той организирал конференции и изследвания по психотроника. Психотрониката през тази ера е разбирана като една нова наука в условията на човешката бионика. Основните задачи на психотрониката били да потвърди и изучи дистанционните взаимодействия на човешкия организъм и неговите информационни и енергийни изражения и в крайна сметка феноменът на телепатия, ясновидство и психокинеза, за да открие нови принципи в природата.
През 1985 г. било създадено Председателство на отдел Парапсихология в Департамента по Психология в Университета в Единбург. Робърт Морис, уважаван и опитен парапсихолог от САЩ поема позицията, и със своите колеги изследователи и докторанти прокарал една обширна изследователска програма. След смъртта на проф. Морис през 2004 г. мястото на Председател на отдел Парапсихология остава вакантно.

## Съвременно развитие
Рупърт Шелдрейк е английски биохимик и психолог изследващ растенията. Популярен с проучванията си по парапсихология.
От 1980-те години към наши дни съвременните изследвания по парапсихология в САЩ значително намалели. Ранните изследвания били приети за неокончателни, а парапсихолозите се изправили пред сериозна опозиция от академичните среди. Някои ефекти възприети за парнормални, например ефекта от Кирлианова фотография (мислен от някой, че представлява човешката аура), изчезнали под действието на по-строги ограничения, довеждайки тези възможности за изследване в задънена улица. Много университетски лаборатории в САЩ затворили посочвайки за причина недостатъчно благосклонния прием от общо наложената наука; Размера на проучванията в сферата на парапсихологията в САЩ днес е ограничена до частни институции финансирани от частни източници. След 28 години на изследвания, Принстънската лаборатория за Изследване на Инженерни Аномалии, която изучавала психокинеза, затворила през 2007 г.
Понастоящем два университета в САЩ имат академични лаборатории по парапсихология. Отдела за Изучаване на Възприятието към департамента по Психиатрична медицина в Университет Вирджиния, изучава възможностите за оцеляване на съзнанието след смъртта на тялото, преживяване, близко до смъртта, и извънтелесни преживявания известни още като ОИТ – опитност извън тялото. Лабораториите Веритас на Университет Аризона провежда лабораторни изследвания на медиуми. Няколко частни институции, включително Институт за ноетични науки основан от астронавта от „Аполо14“ Едгар Мичъл през 1973 г., провеждат и разпространяват изследвания в областта на парапсихологията.
През последните две десетилетия има нови източници на финансиране на парапсихологията в Европа, което довежда до „значително увеличение на европейските изследвания по парапсихология, така че центъра на гравитация в тази област се измества от САЩ в Европа“. От всички нации Обединено Кралство Великобритания има най-голям дял на действащи парапсихолози. Във Великобритания изследователите работят в традиционните отдели по психология като същевременно правят изследвания и по обща психология за да „повишат доверието и да покажат, че методите им са добре основани“. Смята се, че този подход е отговорен за относителната сила на парапсихологията във Великобритания.
От 2007 г. изследванията по парапсихология са представени в около 30 различни страни и голям брой университети по света поддържат академични програми за парапсихологични проучвания. Сред тях са Отдела Кестлер по парапсихология на Университета в Единбург; Групата по парапсихологични проучвания на Ливърпулския Университет Хоуп (затворена през Април 2011 г.); Проект СОФИА на Университета на Аризона; Изследователски отдел „Съзнание и Трансперсонална Психология“ в Ливърпулския Университет Джон Мурс; Центъра за изучаване на аномални психологични процеси на Университета в Нортхемптън; и Отдел за изследване на аномалиите в психологията в Университет Голдсмит Лондон.
Изследователските и професионални организации включват Асоциация по Парапсихология; the Общество за психично изследване, издател на Журнал на Обществото за психично изследване; the Американско общество за изследване на психиката, издател на Журнал на Американското общество за изследване на психиката (последно излязъл през 2004 г.); Изследователски Център Райн и Институт по Парапсихология, издател на Журнал по Парапсихология; Фондацията по Парапсихология, публикувала Международен Журнал по парапсихология (от 1959 г. до 1968 г. и 2000 – 2001 г.) и Австралийския Институт по парапсихологични изследвания, издател на Австралийски Журнал по парапсихология. Европейския Журнал по парапсихология е спрян от издаване през 2010 г.
Изследванията в парапсихологията се увеличават от други под-дисциплини на психологията. Тези свързани области включват трансперсонална психология, която изучава трансцендентните (намиращи се извън обсега на човешките възприятия) или духовни аспекти на човешкия ум, и Аномалистична психология, която изследва паранормалните вярвания и субективни преживявания на аномалии в традиционната терминология на психологията.

## Обхват
Парапсихолозите изследват и изучават многобройни паранормални феномени, включително, но без да се ограничават в рамките на:
- Телепатия: Трансфер на информация, на мисли и чувства между отделни личности чрез средства различни от Петте основни сетива.
- Предчувствие: Възприемане на информация за бъдещи места или събития преди те да са се случили.
- Ясновидство: Получаване на информация за места или събития на далечни разстояния, чрез средства непознати на съвременната наука.
- Психокинеза: Способността на ума да влияе на материята, времето, пространството или енергията, чрез средства непознати на съвременната наука.
- Преживяване, близко до смъртта: Преживявания докладвани от хора в състояние близко до смъртта или които са преживели клинична смърт и след това са били съживени.
- Прераждане: Повторно въплъщение на душа или друг нефизически апсект на човешкото съзнание в ново физическо тяло след смъртта.
- Видения: Феномен често свързван с духове и посещението им на места, където някой починал човек е пребивавал често или появяващ се при някогашните вещи на този човек.

Дефинициите на описаните термини е възможно да не отразяват съдържанието им в общата употреба, нито мнението на всички парапсихолози и техните критици.
Според Асоциацията по Парапсихология, парапсихолозите не изучават всички паранормални феномени, нито се занимават с астрология, НЛО, Голямата стъпка, езичество, вампири, алхимия, или вещерство.

## Методология
Парапсихолозите използват разнообразие от подходи за изучаването на забележими паранормални феномени. Тези методи включват качествени подходи използвани в традиционната психология, но също и количествени емпирични методологии.

## Експериментални изследвания

### Експериментът Ганцфелд
Експериментът Ганцфелд (немски „цяло поле“) е една техника използвана да изследва отделни личности за телепатия. Техниката – една форма на умерена загуба на сетива – била разработена за да намали бързо менталния „шум“ при условие на осъществяване на леки немоделирани въздействия към зрението и слуха. Зрението обикновено се изолира като се създаде нежно червена светлина, която бива разпръсквана от половинки на пинк понг топка, разположени върху очите на реципиента. Слуха обикновено се блокира като се пуска бял шум, постоянни или подобни звуци на реципиента. Субектът е седнал в една облегната, удобна позиция за да се минимизира усещането за допир.
В типичния Ганцфелд експеримент биват изолирани един „предавател“ и един „получател“. Получателят е поставен в състоянието Ганцфелд, or Ganzfeld effect а на предавателят е показан видеоклип или статична картина и е помолен ментално да изпрати картината на получателя. Получателят, докато е в състоянието Ганцфелд, е помолен непрестанно да говори на глас за всичките си умствени процеси, включително образи, мисли и чувства. В края на периода за изпращане, обикновено от 20 до 40 минути продължителност, получателят е изваден от състоянието Ганцфелд и му се показват 4 видеоклипа или картини, една от които е истинската цел, а останалите три са просто като „примамка“. Получателят се опитва да избере истинската цел, използвайки усещанията и възприятията си по време на състоянието Ганцфелд като следи към това, което може да е ментално „изпратения“ образ.
Някои парапсихолози твърдят, че крайните средни резултати от експериментите Ганцфелд сочат, че целевият образ бива избиран от получателя доста по-често отколкото би се очаквало в резултат единствено на шанс; тези твърдения са описани от парапсихологът Дийн Радин в книгата му Съзнателната Вселена. Въпреки това по тези твърдения се спори, след като интерпретацията на акумулираните данни е неясна; в допълнение ранните експерименти Ганцфелд се твърди, че били повлияни от сериозни методологични грешки.
Но въпреки това данните получени в периода след 1985 г., (която се приема за повратна точка в Ганцфелд експериментите) остават статистически значими и имат много по-голяма тежест в сравнение с първоначалните неточности.

### Дистанционно виждане
Експериментите по дистанционно виждане изследват възможността да се добива информация за цел на разстояние, която може да е обект, място или човек, който е скрит за физическото възприятие на „виждащия“ и обикновено се намира на определена дистанция от него. При един вид експерименти по дистанционно виждане е създадена база от няколкостотин снимки. Една от тях бива избирана от трета страна и на случаен принцип за цел в опита. След което тя е поставена отделно на отдалечено място. Субекта в експеримента по дистанционно виждане опитва да скицира или опише по друг начин тази снимка, която е цел на експеримента. Тази процедура се повтаря за редица различни цели. Разработени са много начини за аналитично оценяване на резултатите от този тип експерименти. Един често срещан метод е да се изтегли група от 7 целеви снимки с отговори към тях, да се разбъркат снимки и отговори на случаен принцип, след което да се питат независими съдии да подредят или групират правилните цели с действителните отговори на участниците. Този метод предполага, че ако е имало аномален пренос на информация, отговорите биха кореспондирали по-активно с правилните цели отколкото с несъответстващите цели.
През последните 25 години били проведени няколкостотин подобни изпитания от изследователи, включително от Принстънската Лаборатория за Изследване на Инженерни Аномалии и от учените на Международния Станфордски Изследователски Институт и Международна корпорация за научни приложения. Много от тях били в договорни отношения с правителството на САЩ като част от шпионската програма известна като Проект Старгейт, което сътрудничество било прекратено през 1995 г., с неуспех, според правителството, на опитите да се документират някакви практични ценни сведения. Принстънската Лаборатория за Изследване на Инженерни Аномалии затворила врати в края на февруари 2007 г. Нейният основател Робърт Джан, казал „За 28 години ние направихме това, което искахме и няма причина да оставаме и да продължаваме да трупаме още от същата информация.“ Въпреки това физикът Робърт Парк казва за лабораторията, „Тя беше срам за науката и според мен срам и за Принстън“.

### Психокинеза и Генератори на случайни числа
Появата на силни и икономични електронни и компютърни технологии позволила развитието на напълно автоматизирани експерименти, които изучавали възможните взаимодействия между ума и материята. В най-общия експеримент от този тип един истински Генератор на Случайни Числа, който се базира на електронен или радиоактивен шум, произвежда поток от данни, който бива записван и анализиран от компютърен софтуер. Един субект се опитва ментално да повлияе на разпределението на случайни числа, обикновено по начин функционално подобен на това да уцелиш повече „ези“ отколкото „тура“ при хвърляне на монета. При експеримента с Генератор на Случайни Числа, гъвкавостта в дизайна може да се комбинира със строг контрол, докато се събира едно огромно количество данни за много кратък период от време. Тази техника е била използвана за да изследва отделни личности за психокинеза и също да проучи възможното влияние от големи групи хора върху Генераторите на случайни числа.
Значителни мета-анализи на базата данни на Генераторите на случайни числа се публикувана на всеки няколко години, от както за първи път информацията за генераторите се появява в журнала Основи на Физиката през 1986 г. Основателят на Принстънската Лаборатория за Изследване на Инженерни Аномалии Робърт Джан и неговата колежка Бренда Дън казват, че по размери установеният ефект във всички случаи е много малък, но постоянен във времето и независим от структурата на експериментите, и като резултат формира едно цялостна статистически значима разлика. Най-скорошният мета-анализ по психокинеза беше отпечатан в Психологически Бюлетин – американско академично издание („Psychological Bulletin“), заедно с няколко критични коментара. То анализира резултатите от 380 изследвания; авторите отчитат цялостен позитивен размер на ефекта, който е статистически значим, но много малък съотнесен към размера на извадката и може да бъде обяснен с пристрастия при публикуването.

## Преживявания, близки до смъртта
Преживяване, близко до смъртта (ПБС) е преживяване докладвано от човек в състояние близко до смъртта или който е изпаднал в клинична смърт и след това е бил съживен. ПБС включват едно или повече от следните опитности: чувство, че си мъртъв; Извънтелесно преживяване (Опитност Извън Тялото); едно чувство за носене над тялото и виждане на заобикалящата го среда; едно чувство на всепоглъщаща любов и мир; усещане за движение нагоре през тунел или тесен коридор; среща с починали роднини или духовни фигури; среща със същество от светлина или само светлина; преживяване на преглед на живота; достигане на край или граница; и чувство, че те връщат в тялото ти, често придружено от неохота и съпротива.
Интересът към ПБС по начало е подбуден от изследванията на психиатрите Елизабет Кюблер-Рос, Джордж Ричи, and Реймънд Мууди. През 1975 г., Мууди написва своя бестселър Живот След Живота и през 1977 г. написва втората си книга, Размисли върху Живот След Живота. През 1998 г. Мууди е назначен за ръководител на „изследвания върху съзнанието“ в Университета Невада, Лас Вегас. Международната Асоциация за Изследвания на преживяванията близки до смъртта била основана през 1978 г. за да отговори на нуждите на ранните изследователи и участници в тази област на изследване. По-късните изследователи като психиатъра Брус Грейсън, психологът Кенет Ринг и кардиологът Майкъл Сабом представили тези проучвания на преживяванията близки до смъртта на академичните среди.